# Sympetrum sanguineum
Sympetrum sanguineum (Müller, 1764) je vrsta vilinskog konjica koja pripada porodici Libellulidae. Srpski naziv ove vrste je Veliki crnonogi poljski konjic.

## Opis vrste
Adultni mužjaci se lako identifikuju po svojim skroz crnim nogama i blago proširenom, krv crvenom abdomenu.
Dužina zadnjeg krila kreće se od 23-31 mm, dužina abdomena od 20-26 mm, dužina tela od 34-39 mm
a raspon krila dostiže i 6 cm.
Na vrhovima krila nalaze se braon pterostigme, a baza krila je žuto obojena. Na osmom i devetom abdominalnom segmentu nalaze se dve vidljive crne oznake.
Abdomen mužjaka je jarko crven i proširen više nego kod bilo koje druge vrste roda Sympetrum.
Crvena boja se razvija sa sazrevanjem, zajedno sa karakteristično crveno obojenim čelom i crveno-braon abdomenom.
Ženke su manje od mužjaka, zlatno-žute boje sa crnim šarama na abdomenu. 
Noge oba pola su crne boje. Krila ove vrste su providna sa blago narandžastom osnovom i tamnom pterostigmom.

## Rasprotranjenje
S. sanguineum je jedan od najčešćih vilinskih konjica u većem delu Evrope. Istočna granica areala ove vrste je Sibir, južna sever Sahare dok je na severu rasprostranjen do Velike Britanije.
Ova vrsta je prisutna u sledećim državama: Albanija; Alžir; Jermenija; Austrija; Azerbejdžan; Belorusija; Belgija; Bosna i Hercegovina; Bugarska; Hrvatska; Kipar; Češka; Danska; Estonija; Finska; Francuska; Nemačka; Grčka; Mađarska; Irska; Italija; Kazahstan; Kirgistan; Latvija; Lihtenštajn; Litvanija; Luksemburg; Makedonija, Bivša Jugoslovenska Republika; Moldavija; Monako; Crna Gora; Maroko; Holandija; Norveška; Poljska; Portugal; Rumunija; Ruska Federacija; Srbija; Slovačka; Slovenija; Španija; Švedska; Švajcarska; Tadžikistan; Tunis; Turkmenistan; Ukrajina; Velika Britanija; Uzbekistan.

## Stanište
Ova vrsta preferira mirne vode sa semiakvatičnom vegetacijom kao što su rogoz i trska. Izbegava tekuće vode, naseljava stalne bare ali se često pari i u privremenim vlažnim staništima. 

## Biologija vrste
Sezona leta je od početka aprila i maja u Turskoj i Severnoj Africi, dok u Severnoj Evropi počinju da lete tek početkom juna. Najčešći su tokom avgusta, a neki mogu preživeti čak do novembra.
Parenje se odvija u letu, sa spojenim parom koji leti iznad vode. Ženke polažu oplođena jaja na površini vode. Mužjaci lebde u blizini tokom tog perioda i štite ženku tako što odbijaju sve mužjake koji se približe.
Larve provode godinu dana ispod površine vode pre nego što izađu na površinu i razviju se u adulte.

## Životni ciklus
Parenje ove vrste se odvija u letu. Ženke uglavnom polažu jaja same, ali ponekad mužjak leti u njenoj blizini u toku tog procesa i čuva je. Larve se razvijaju oko godinu dana.  Egzuvije ostavljaju na buljkama koje rastu iz vode.

## Галерија
- Sympetrum sanguineum mužjak
- Sympetrum sanguineum mužjak
- Sympetrum sanguineum ženka
- Sympetrum sanguineum ženka donja strana